# Lomographa triseriata
Lomographa triseriata är en fjärilsart som beskrevs av Swinhoe 1902. Lomographa triseriata ingår i släktet Lomographa och familjen mätare. Inga underarter finns listade i Catalogue of Life.